# Marianne Fersola
Marianne Fersola Norberto est une joueuse de volley-ball dominicaine née le 16 janvier 1992 à  Saint-Domingue. Elle mesure 1,91 m et joue au poste de centrale. Elle totalise 105 sélections en équipe de République dominicaine.

## Clubs
| Club                      | De        | À         |
| ------------------------- | --------- | --------- |
| Mirador                   | 2005-2006 | 2005-2006 |
| Distrito Nacional         | 2006-2007 | 2006-2007 |
| La Romana                 | 2007-2008 | 2007-2008 |
| Pueblo Nuevo              | 2008-2009 | 2008-2009 |
| CAV Murcia 2005           | 2009-2010 | 2009-2010 |
| Mirador                   | 2010-2011 | 2011-2012 |
| Universidad César Vallejo | 2012-2013 | 2012-2013 |
| İqtisadçı VK              | 2013-2014 | …         |

## Palmarès

### Équipe nationale
- Coupe panaméricaine
  - Vainqueur : 2014[2]
  - Finaliste : 2013, 2015[3]
- Championnat d'Amérique du Nord
  - Finaliste: 2013, 2015.
- Jeux d'Amérique centrale et des Caraïbes
  - Vainqueur : 2014.
- Championnat du monde des moins de 20 ans
  - Finaliste : 2009.
- Coupe panaméricaine des moins de 23 ans
  - Vainqueur : 2012.
- Championnat du monde des moins de 23 ans
  - Finaliste : 2013.

### Clubs
- Championnat du Pérou
  - Vainqueur : 2013.